# Artemó (metge)
Artemó (en llatí Artemon, en grec antic Ἀρτέμων) va ser un metge grec que va viure al segle i aC o abans, i que utilitzava remeis basats principalment en la superstició, tal com diu Plini el Vell a la Naturalis Historia.